# 新国家 (巴西)
新国家（葡萄牙語：Estado Novo），又称巴西第三共和国（葡萄牙語：Terceira República Brasileira），是巴西的历史时期，始于1937年11月10日，在政治上持续至1945年10月29日，在形式上延续至1946年1月31日。在历史分期中，新国家与巴西第二共和国一同被称为瓦加斯时期。
1937年，时任总统热图利奥·瓦加斯发动自我政变，解散国会，实施法團主義的1937年巴西宪法，通过广播向全国宣告新政权成立。随后几年间，瓦加斯巩固了专制权力，于同年12月取缔了一切政党，于1939年设立新闻与宣传部统领出版审查与政治宣传，打压地方主义与联邦主义，并在所谓国家安全法的支持下严厉镇压共产主义者与其他社会运动。
在新国家时期，發展主義的瓦加斯政府实施了进口替代政策，力图通过政府干预将巴西将原材料出口农业国转变为工业国。当局建立了淡水河谷公司、巴西國家鋼鐵公司等一系列知名企业，大量扩建交通与能源基础设施，对巴西西部殖民开发，于1943年颁布了合并劳动法来保护劳工权益。社会文化上，瓦加斯政权倡导巴西民族主义，推行民族化运动以同化移民，支持体育事业与大众文化发展。
1942年8月22日，巴西在同盟国一边介入了第二次世界大战。1945年10月24日，巴西签署联合国宪章。1945年10月29日，巴西军方发动政变、罢免瓦加斯，事实上终结了新国家。临时总统若泽·里尼亚雷斯就任三个月后，将职位移交给1945年巴西大选的赢家尤里科·加斯帕尔·杜特拉，巴西第四共和国成立。